# Iago Bouzón
Iago Bouzón Amoedo (Redondela, 16 giugno 1983) è un ex calciatore spagnolo, di ruolo difensore.

## Carriera

### Club
Ha giocato nel campionato spagnolo e cipriota.

### Nazionale
Con la nazionale Under-20 ha partecipato al mondiale nel 2003, giungendo secondo.

## Palmarès

### Club

#### Competizioni nazionali
- Segunda División: 1

Recreativo Huelva: 2005-2006
- Coppa di Cipro: 2

Omonia: 2010-2011, 2011-2012
- Supercoppa di Cipro: 1

Omonia: 2010